# الخراب (رواية)
الخراب هي أول رواية جريمة للكاتبة الأيرلندية / الأسترالية ديرفلا ماكتيرنان [الإنجليزية]. نشرت الرواية عن دارهاربر كولنز في أستراليا عام 2018. وهي الرواية الأولى من سلسلة كورماك رايلي.

## ملخص
قبل عشرين عامًا، وجد الشرطي الشاب كورماك رايلي طفلين صغيرين يجلسان على درج منزل متهالك وأمهما ميتة في الطابق العلوي.

## تاريخ النشر
بعد نشرها لأول مرة في أستراليا عن دار هاربر كولنز عام 2018، أعيد طبع الرواية على النحو التالي:
- دار بنغون، الولايات المتحدة الأمريكية، 2018.[3]
- ليتل، براون، المملكة المتحدة، 2018.[1]

كما تُرجمت الرواية إلى الألمانية والسويدية والتشيكية عام 2019.

## الجوائز
- جائزة دافيت [الإنجليزية] – أفضل رواية جريمة للبالغين، 2019، الفائزة.[4]
- جائزة نيد كيلي [الإنجليزية] – أفضل رواية أولى، 2019، الفائزة.[5]
- جائزة باري [الإنجليزية] – أفضل غلاف ورقي أصلي، 2019، الفائزة.[6]